# 東非鼴鼠
東非鼴鼠（Tachyoryctes splendens）是鼴形鼠科下的一種動物，可見於衣索比亞和索馬利亞，原生於亞熱帶或熱帶地區，包括潮濕山區與乾燥草原，或是灌木地帶等。